# 837 (szám)
A 837 (római számmal: DCCCXXXVII) egy természetes szám.

## A szám a matematikában
A tízes számrendszerbeli 837-es a kettes számrendszerben 1101000101, a nyolcas számrendszerben 1505, a tizenhatos számrendszerben 345 alakban írható fel.
A 837 páratlan szám, összetett szám, kanonikus alakban a 33 · 311 szorzattal, normálalakban a 8,37 · 102 szorzattal írható fel. Hat osztója van a természetes számok halmazán, ezek növekvő sorrendben: 1, 3, 9, 27, 31, 93, 279 és 837.
A 837 négyzete 700 569, köbe 586 376 253, négyzetgyöke 28,93095, köbgyöke 9,42414, reciproka 0,0011947.